# Lewin (gromada)
Lewin – dawna gromada, czyli najmniejsza jednostka podziału terytorialnego Polskiej Rzeczypospolitej Ludowej w latach 1954–1972.
Gromady, z gromadzkimi radami narodowymi (GRN) jako organami władzy najniższego stopnia na wsi, funkcjonowały od reformy reorganizującej administrację wiejską przeprowadzonej jesienią 1954 do momentu ich zniesienia z dniem 1 stycznia 1973, tym samym wypierając organizację gminną w latach 1954–1972.
Gromadę Lewin siedzibą GRN w Lewinie utworzono – jako jedną z 8759 gromad na obszarze Polski – w powiecie rawskim w woj. łódzkim, na mocy uchwały nr 37/54 WRN w Łodzi z dnia 4 października 1954. W skład jednostki weszły obszary dotychczasowych gromad Lewin, Przyłuski, Studzianki i Zabłocie ze zniesionej gminy Lubania oraz Rylsk, Rylsk Mały, Wólka Strońska i Zuski ze zniesionej gminy Regnów, ponadto uroczysko Wierzchy z dotychczasowej gromady Wierzchy ze zniesionej gminy Gortatowice, wszystkie w tymże powiecie. Dla gromady ustalono 18 członków gromadzkiej rady narodowej.
Gromadę zniesiono 31 grudnia 1961, a jej obszar włączono do gromad: Regnów (wieś Wólka Strońska, wieś i kolonię Rylsk Mały, uroczysko Wierzchy oraz wieś Zuski) i Kaleń (wieś i kolonię Lewin, wieś Lewin Poduchowny, wieś i parcelę Przyłuski, kolonię Studzianki I i II oraz wieś i parcelę Zabłocie).